# Edésio da Cruz Nunes
Edésio da Cruz Nunes (Niterói, 23 de abril de 1925 - Niterói, 19 de agosto de 2011) foi um político brasileiro. Era filho de Francisco da Cruz Nunes e de Aurora Martins Nunes.
Foi deputado estadual, deputado federal, eleito pelo PTB fluminense, e tambem secretário de segurança do Estado do Rio de Janeiro; cassado pelo AI5, retornou à política em 1982, sem êxito, no PTB, e mais tarde, ingressando no PDT, sendo que em 2008 concorreu sem sucesso à Prefeitura de Niterói pelo PHS.
Morreu na sua casa casa, em Piratininga, bairro da Região Oceânica de Niterói, na madrugada de 19 de agosto de 2008.